# 甲斐小泉駅
甲斐小泉駅（かいこいずみえき）は、山梨県北杜市長坂町小荒間にある、東日本旅客鉄道（JR東日本）小海線の駅である。駅名は開業当時の村名である、山梨県北巨摩郡小泉村に由来する。
駅の標高は1,044 mで、全JR駅の中で第7位である。

## 歴史
- 1933年（昭和8年）7月27日：国鉄小海南線（→小海線） 小淵沢駅 - 当駅間開通に伴い開業（一般駅）[4]。
- 1963年（昭和38年）2月1日：貨物の取り扱いを廃止[2]。
- 1986年（昭和61年）
  - 2月1日：荷物の扱いを廃止[2]。
  - 11月1日：無人化[5]。
- 1987年（昭和62年）4月1日：国鉄分割民営化により、東日本旅客鉄道（JR東日本）の駅となる[6]。
- 2014年（平成26年）4月1日：東京近郊区間に編入される[7]。
- 2020年（令和2年）10月12日：ATACSを応用した地方交通線向け列車制御システム（無線式列車制御システム）の導入[8][9]に伴い、交換設備を廃止[10]。

## 駅構造
小淵沢方面に向かって左側にある単式ホーム1面1線を有する地上駅である。かつてはもう一線線路が分岐した相対式ホーム2面2線であったが、無線式列車制御システム導入に合わせて下り線ホームが廃止されたため、2020年（令和2年）10月12日からは旧上り線ホームに両方向の列車が発着する。
無人駅であるが、改札口横にプレハブの窓口があり、多客期の昼間のみ駅員が派遣されている。近代に建設された鉄道駅舎には珍しく、駅舎に日本語による駅名表示がない。2014年（平成26年）4月1日に小淵沢駅と清里駅にSuicaが導入されたが、その間にある当駅と甲斐大泉駅はSuicaなどのICカードは利用できない。

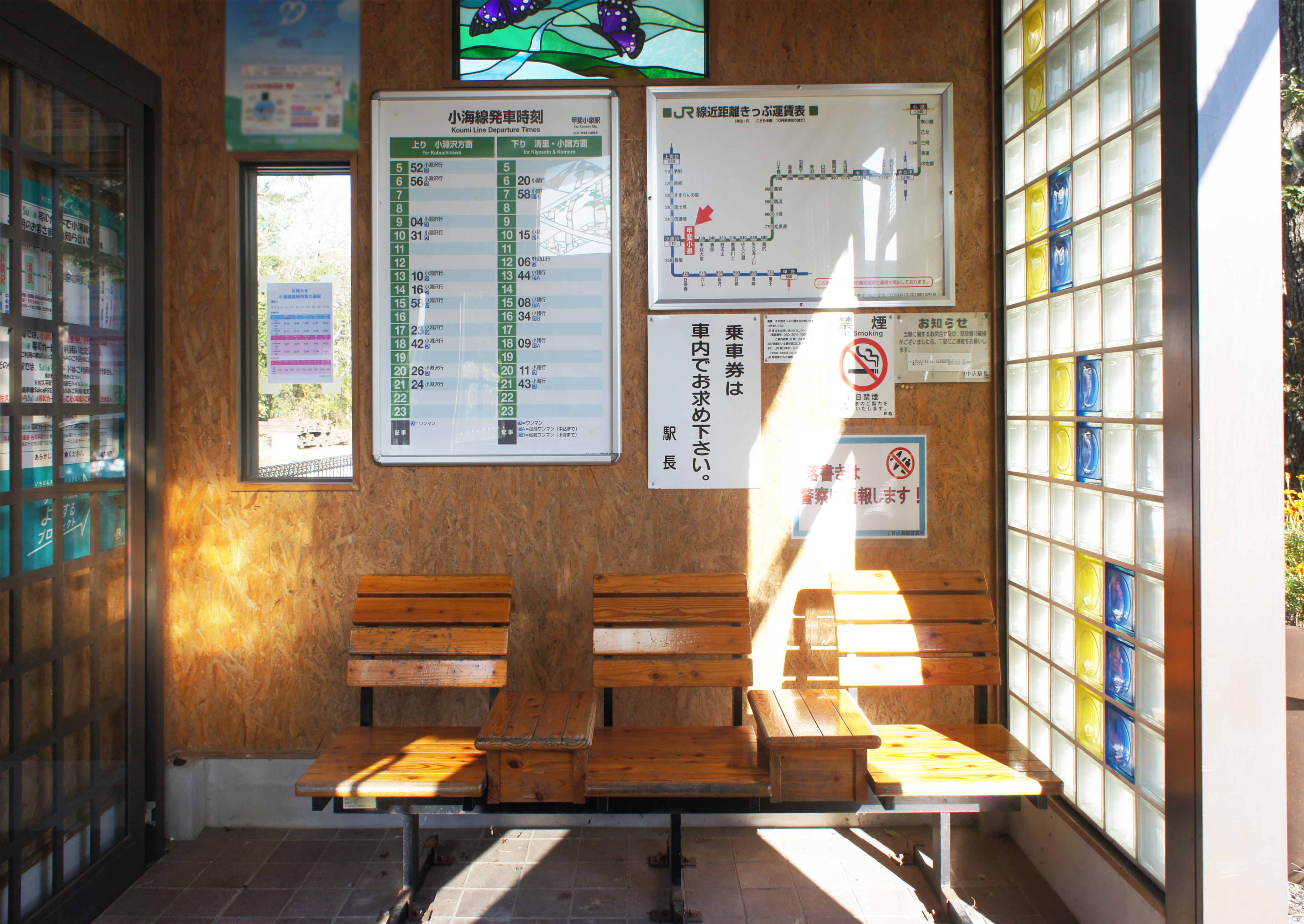
待合室（2021年10月）
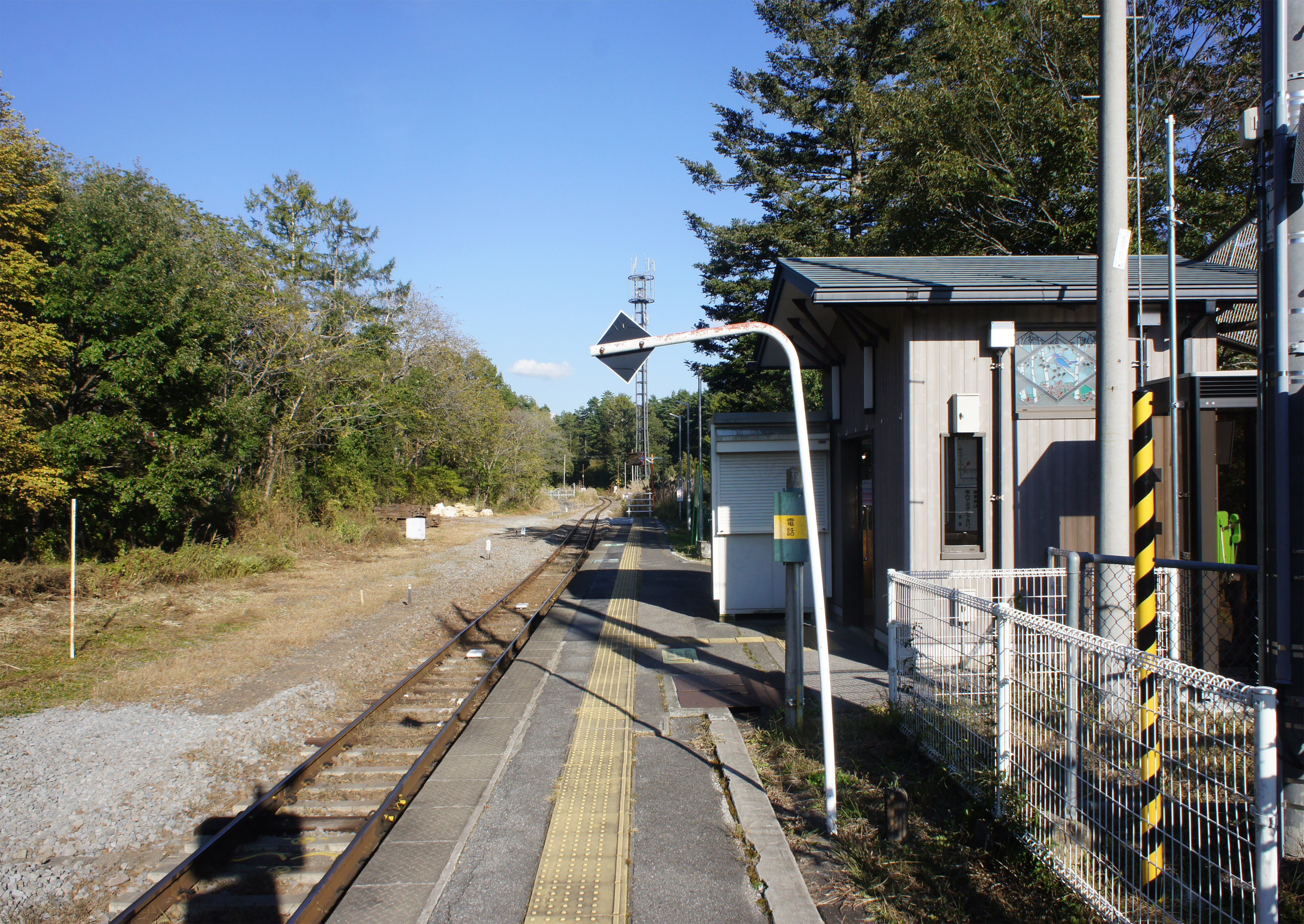
ホーム（2021年10月）

## 利用状況
「山梨県統計年鑑」によると、2000年度（平成12年度）- 2010年度（平成22年度）の1日平均乗車人員の推移は以下のとおりであった。
| 乗車人員推移       | 乗車人員推移     | 乗車人員推移 |
| 年度               | 1日平均 乗車人員 | 出典         |
| ------------------ | ---------------- | ------------ |
| 2000年（平成12年） | 22               | [ 県 1 ]     |
| 2001年（平成13年） | 18               | [ 県 2 ]     |
| 2002年（平成14年） | 21               | [ 県 3 ]     |
| 2003年（平成15年） | 17               | [ 県 4 ]     |
| 2004年（平成16年） | 18               | [ 県 5 ]     |
| 2005年（平成17年） | 19               | [ 県 6 ]     |
| 2006年（平成18年） | 15               | [ 県 7 ]     |
| 2007年（平成19年） | 18               | [ 県 8 ]     |
| 2008年（平成20年） | 22               | [ 県 9 ]     |
| 2009年（平成21年） | 23               | [ 県 10 ]    |
| 2010年（平成22年） | 22               | [ 県 11 ]    |

## 駅周辺
- 平山郁夫シルクロード美術館
- 八ヶ岳南麓天文台 地震前兆電離層観測研究センター（地震前兆検知実験のため、天文台の一般公開は休止中）
- 小泉郵便局
- 八ヶ岳エスペラント館
- 三分一湧水
- 北杜市民バス「小泉駅」停留所

## 隣の駅
東日本旅客鉄道（JR東日本）
■小海線
小淵沢駅 - 甲斐小泉駅 - 甲斐大泉駅

### 記事本文
1. 1 2 3 4 5  信濃毎日新聞社出版部『長野県鉄道全駅 増補改訂版』信濃毎日新聞社、2011年7月24日、160頁。ISBN 9784784071647。
2. 1 2 3  石野哲 編『停車場変遷大事典 国鉄・JR編 II』（初版）JTB、1998年10月1日、201頁。ISBN 978-4-533-02980-6。
3. 1 2  緯度経度付き全国沿線・駅データベース - 公益財団法人国土地理協会、2015年8月6日閲覧。
4. ↑  大蔵省印刷局, ed (1933-07-19). “鉄道省告示 第317号”. 官報 (国立国会図書館デジタルコレクション) (1964).
5. ↑  「通報 ●飯田線三河川合駅ほか186駅の駅員無配置について（旅客局）」『鉄道公報号外』日本国有鉄道総裁室文書課、1986年10月30日、12面。
6. ↑  曽根悟（監修） 著、朝日新聞出版分冊百科編集部 編『週刊 歴史でめぐる鉄道全路線 国鉄・JR』 3号 飯田線・身延線・小海線、朝日新聞出版〈週刊朝日百科〉、2009年7月26日、27頁。
7. ↑  『Suicaの一部サービスをご利用いただける駅が増えます』（PDF）（プレスリリース）東日本旅客鉄道、2013年11月29日。オリジナルの2019年2月14日時点におけるアーカイブ。2020年3月24日閲覧。
8. ↑  『小海線への無線式列車制御システムの導入決定のお知らせ』（PDF）（プレスリリース）東日本旅客鉄道、2020年9月15日。オリジナルの2020年9月17日時点におけるアーカイブ。2020年9月17日閲覧。
9. ↑  『小海線への無線式列車制御システムの導入について』（PDF）（プレスリリース）東日本旅客鉄道、2020年3月10日。オリジナルの2020年3月10日時点におけるアーカイブ。2020年3月10日閲覧。
10. 1 2  "JR小海線甲斐小泉駅ホームの仕様変更について". 山梨県北杜市公式サイト. 北杜市. 21 October 2020. 2024年4月14日時点のオリジナルよりアーカイブ。2024年12月15日閲覧。
11. ↑  “JR東日本：駅構内図・バリアフリー情報”.   東日本旅客鉄道. 2025年5月29日閲覧。
12. ↑  『週刊 JR全駅・全車両基地』 12号 大宮駅・野辺山駅・川原湯温泉駅ほか92駅、朝日新聞出版〈週刊朝日百科〉、2012年10月28日、25頁。
13. ↑  Suica首都圏エリア - JR東日本, 2020年4月24日閲覧.

### 利用状況
1. ↑  「運輸・通信」『平成14年刊行山梨県統計年鑑』（xls）（レポート）山梨県、2002年。2025年5月29日閲覧。
2. ↑  「運輸・通信」『平成15年刊行山梨県統計年鑑（運輸・通信）』（xls）（レポート）山梨県、2003年。2025年5月29日閲覧。
3. ↑  「運輸・通信」『平成16年刊行山梨県統計年鑑（運輸・通信）』（xls）（レポート）山梨県、2004年。2025年5月29日閲覧。
4. ↑  「運輸・通信」『平成17年刊行山梨県統計年鑑（運輸・通信）』（xls）（レポート）山梨県、2005年。2025年5月29日閲覧。
5. ↑  「運輸・通信」『平成18年刊行山梨県統計年鑑（運輸・通信）』（xls）（レポート）山梨県、2006年。2025年5月29日閲覧。
6. ↑  「運輸・通信」『平成19年刊行山梨県統計年鑑（運輸・通信）』（xls）（レポート）山梨県、2007年。2025年5月29日閲覧。
7. ↑  「運輸・通信」『平成20年刊行山梨県統計年鑑（運輸・通信）』（xls）（レポート）山梨県、2008年。2025年5月29日閲覧。
8. ↑  「運輸・通信」『平成21年刊行山梨県統計年鑑（運輸・通信）』（xls）（レポート）山梨県、2009年。2025年5月29日閲覧。
9. ↑  「運輸・通信」『平成22年刊行山梨県統計年鑑（運輸・通信）』（xls）（レポート）山梨県、2010年。2025年5月29日閲覧。
10. ↑  「運輸・通信」『平成23年刊行山梨県統計年鑑（運輸・通信）』（xls）（レポート）山梨県、2011年。2025年5月29日閲覧。
11. ↑  『平成24年刊行山梨県統計年鑑』（PDF）（レポート）山梨県、2012年11月、150-153頁。2025年5月29日閲覧。